# Parmena novaki
Parmena novaki är en skalbaggsart som beskrevs av Gianfranco Sama 1997. Parmena novaki ingår i släktet Parmena och familjen långhorningar. Inga underarter finns listade i Catalogue of Life.